# Puffin de Parkinson
Procellaria parkinsoni
Espèce
Statut de conservation UICN

 VU D2 : Vulnérable
Le Puffin de Parkinson ou Pétrel de Parkinson (Procellaria parkinsoni) est une espèce d'oiseaux marins appartenant à la famille des Procellariidae.

## Description
Cet oiseau mesure environ 46 cm pour une masse de 680 à 720 g. Son envergure est voisine de 115 cm.

## Répartition
Cette espèce peuple notamment les îles de la Petite Barrière et de la Grande Barrière ainsi que le toute la zone au large du nord-est de la Nouvelle-Zélande.